# Lumbricillus pinquis
Lumbricillus pinquis är en ringmaskart som beskrevs av Shurova 1977. Lumbricillus pinquis ingår i släktet Lumbricillus och familjen småringmaskar. Inga underarter finns listade i Catalogue of Life.